# Апелиотес
Апелиотес је у грчкој митологији био Еојин и Астрејев син.

## Митологија
Апелиотес је био грчки бог југоисточног ветра. Овакав ветар је често доносио благодет пољопривредним културама.

## Приказивање
Често је приказиван у обиљу воћа, носивши лагану тканину прекривену цвећем. Приказиван је са кратком, коврџавом косом и божански озареног лика.

## Родослов
Конкретне везе је имао са осталим боговима ветрова, тј. са његово седморо браће:
- Бореј, силовити северни ветар;
- Нотос, јужни ветар, топао и влажан;
- Еурос, сув источни ветар који носи лепо време;
- Зефир, нежан и благ западни ветар;
- Каикос, североисточни ветар који у рукама носи маслине;
- Либос, југозападни ветар заогрнут маглом;
- Скирон, северозападни ветар који у руци носи урну пуну воде, увек спреман да је излије на земљу.